# Nicolae Noica
Nicolae Noica (n. 7 iulie 1943, Roșiorii de Vede, județul Teleorman) este un inginer constructor român, profesor universitar, fost ministru al Lucrarilor Publice si Amenajării Teritoriului (MLPAT), membru de onoare al Academiei Române și actualmente Director al Bibliotecii Academiei Române.

## Biografie
Tatăl său, medic de excepție, a fost directorul Spitalului din Roșiorii de Vede, o unitate medicală de prestigiu în perioada interbelică.
Unchiul său, Constantin Noica, a fost un cunoscut filosof.
Urmează gimnaziul și liceul din localitate (1949-1960), după care continuă cu Școala Tehnică Sanitară, specialitatea Aparatură Röntgen (1960-1963). Începând din 1964 urmează cursurile Facultății de Construcții Civile, Industriale și Agricole a Institutului de Construcții din București.

## Activitatea profesională
După obținerea diplomei de absolvire, activează ca inginer proiectant la Institutul de Cercetare și Proiectare Tehnologică pentru Construcții de Mașini (1969-1978). Aici a elaborat și coordonat proiecte ale unor obiective importante ale economiei naționale, precum la: Șantierul Naval Oltenița, Șantierul Naval Drobeta-Turnu Severin, Șantierul Naval Constanța, Șantierul Naval Mangalia, Uzina de vagoane Arad, Întreprinderea Mecanică Roman, Întreprinderea de Mașini Unelte București, ICPMUA București sau IPMP București. La toate lucrările implementate a avut contribuții proprii în proiectare.
Ulterior, a ocupat funcția de responsabil cu calitatea la Trustul de Construcții Montaj și Reparații pentru Industria Chimică (1978-1988), inspector la Institutul Central de Cercetare Proiectare și Directivare în Construcții (1988-1990) și inspector-șef de stat la Inspectoratul de Stat pentru Calitatea Construcțiilor (1990-1995).

## Activitatea didactică
În anul 1972 a început să desfășoare activitate ca șef de lucrări asociat la Catedra de statică a Institutului de Construcții din București. Ulterior, a devenit profesor asociat la Facultatea de Construcții Civile, Industriale și Agricole, titular al cursului de Istoria tehnicii construcțiilor, la Catedra de mecanică și statică.

## Activitatea politică
După ce a fost ales deputat în județul Teleorman pe listele partidului PNȚCD, în legislatura 1996-2000, a fost numit ministru la Ministrul lucrărilor publice și amenajării teritoriului (MLPAT) în Guvernul Victor Ciorbea, în perioada 12 decembrie 1996 - 17 aprilie 1998, respectiv în Guvernul Radu Vasile, în perioada 17 aprilie 1998 - 22 decembrie 1999. Nicolae Noica este membru în Consiliul Director al Fundației Academia Civică.

## Activitatea publicistică
- Tradiții românești în construcțiile de lucrări publice, Editura All Educational, București, 1997;
- Reforma și lucrările publice în România ultimilor ani 1997-2000, Editura Universalia, București, 2000;
- Procedura de obținere a unui credit ipotecar în vederea construirii unei locuințe prin ANL, Editura Universalia, București, 2000;
- Între istorie și actualitate. Politici de locuire în România, Editura Mașina de scris, București, 2003;
- Emil Prager - un model, Editura Mașina de scris, București, 200304;
- Banca Națională a României și personalități din istoria construcțiilor, Editura Mașina de scris, București, 2006;
- Neamul Noica, Editura Cadmos, București, 2009;
- Lucrări publice din vremea lui Carol I. Acte de fundare și medalii comemorative, Editura Cadmos, București, 2008;
- Palatul Patriarhiei. Personalități și semnificații din istoria construcțiilor sale, Editura Cadmos, București, 2008;
- Palatul Regal. Muzeul Național de Artă al României, Editura Cadmos, București, 2009;
- Școala Națională de Poduri și Șosele: 125 de ani, Editura Vremea, București, 2010;
- Liviu Ciulley: un reper, Editura Cadmos, București, 2008;
- Catedrala Mântuirii Neamului: istoria unui ideal, Editura Basilica, București, 2011;
- Ministerul Lucrărilor Publice: 150 de ani, Editura Vremea, București, 2012;
- Palatul Academiei de Înalte Studii Comerciale și Industriale și personalități din vremea construcțiilor, Editura Vremea, București, 2014;
- Domeniul Coroanei, instituția model a lui Carol I după 30 de ani, (colaborare cu Petrescu Ștefan), București, 2014;
- Lucrări publice în vremea Regelui Ferdinand, Editura Vremea, București, 2015;
- Palatul Universității din București și personalități din lumea constructorilor, Editura Vremea, București, 2015;
- Ateneul Român și constructorii săi, Editura Vremea, București, 2016;

A prezentat numeroase lucrări la sesiunile organizate de CRIFST - Academia Română și a publicat peste 70 de articole de specialitate în diverse reviste din domeniu. 

## Recunoaștere
Semn al recunoașterii importanței activității desfășurate pe parcursul carierei, în special în domeniul cultural, a fost primit membru în diverse organisme.
- membru titular al Diviziei de Istoria Tehnicii din cadrul CRIFST - Academia Română, și vicepreședinte al acestei divizii, de la înființare (1992) și până în 2018;
- membru al Comisiei Naționale a Monumentelor, Ansamblurilor și Siturilor Istorice;
- membru al Societății Române pentru Calitatea Construcțiilor.

„Credem că Nicolae Noica își merită cu prisosință o candidatură pentru cel mai înalt for cultural și științific al țării – Academia Română”—Dan Constantin - jurnalul.ro, Omul zilei - Nicolae St. Noica''

## Distincții
- Ordinul Coroana României în Grad de Ofițer;
- Medalia „Regele Mihai I, pentru Loialitate”;
- Diploma „Meritul Academic" - oferită de Academia Română;
- Medalia Sfântul Constantin și Elena - oferită de Patriarhia Română;
- Diploma de Merit - oferită de Academia Civică la împlinirea a 20 de ani de la înființarea Memorialului Sighet;
- Premiul „Ionel Brătianu" - oferit de PNL, 24 mai 2018;

A primit și alte diplome din partea unor primării sau unor comune și orașe care au beneficiat de programele MLPAT.

### Interviuri
- Emisiunea "Cuvânt Dobrogean", la Radio Dobrogea, Constanța, 99.7FM, 21 februarie 2013 (42:57);
- Spațiul democratic al culturii și cunoașterii. Dezbatere publică (partea 2, partea 3, partea 4), la Biblioteca Națională la României, 28 februarie 2014 (8:39);
- Lucrări publice în vremea regelui Ferdinand I (partea 2), lansare de carte și dezbatere din cadrul unei conferințe de presă organizată de Banca Națională a României, 15 iulie 2015 (40:11);
- Biserica Azi. Ateneul Român și constructorii săi, lansare de carte, la Trinitas.TV, 15 iunie 2016 (48:39);
- Biserica Azi. Catedrala de la Curtea de Argeș, la Trinitas.TV, 17 august 2017 (52:33);
- Mihai Șora și Nicolae Noica la "Jocuri de putere", la Realitatea TV, 1 decembrie 2017 (1:01:53);
- "143 de ani de liberalism", transmisie la RTV Galaxy, 24 mai 2018 (2:33-6:20);
- Biserica Azi. Lucrări publice emblematice în România, la Trinitas.TV, 5 mai 2015 (52:18);